# Islamiska Shiasamfunden i Sverige
Islamiska Shiasamfunden i Sverige (ISS) är en organisation som arbetar för shiamuslimska föreningar över hela Sverige. Riksorganisationens mål är att hjälpa shiamuslimer i Sverige med att behålla sin islamiska identitet samtidigt som de blir integrerade i det svenska samhället, och att stödja sådana förhållanden som möjliggör livet i Sverige i enlighet med islams doktrin allmänt sett och den shiitiska doktrinen specifikt sett.
ISS bildades år 1991 och de första medlemmarna i organisationen var för det mesta shiamuslimer med ursprung från Irak, Iran, Pakistan, Libanon och Afghanistan. Under 1990-talet ökade medlemmarna i antal kraftigt till följd av invandring från Irak. Den största medlemsföreningen ligger idag i Järfälla kommun i Stockholm.
I maj 2022 meddelande ISS och dess ordförande Haider Ibrahim att flera av ISS medlemsförsamlingars statliga och kommunala bidrag kan komma att frysas för att de enligt Uppdrag gransknings reportage har praktiserar vigsel till tillfälliga så kallade njutningsäktenskap, vilket kan betraktas som koppleri och är olagligt i Sverige. ISS fick inga statsbidrag för år 2022 från Myndigheten för stöd till trossamfund.
År 2021 bestod ISS av 53 medlemsföreningar med 32 639 medlemmar och registrerade deltagare. År 2011 bestod riksorganisationen av 26 341 medlemmar enligt dem själva. ISS är en av sju islamiska organisationer som tillhör Islamiska samarbetsrådet (ISR).
ISS stödjer och arrangerar olika sorters evenemang, som inte bara ämnar att öka medlemsföreningarnas kunskap om islam utan även om det svenska samhällets sammansättning.
Den 14 och 15 mars 2018 anordnade ISS konferensen "Religionens plats i framtidens Sverige" tillsammans med Sveriges Interreligiösa råd (SIR) och Myndigheten för stöd till trossamfund (SST). Konferensen som ägde rum i Scandic Star Sollentuna i norra Stockholm gästades av akademiker och representanter från myndigheten SST och civilsamhället. Svenska Islamiska Unionen (SIU), som är en del av församlingen i Imam Ali-moskén, tillhör ISS.